# For you to remember
For you to remember is een single van Windmill. Windmill kwam niet toe aan een album. Windmill was een voortzetting de band Opus, die onder meer Armand heeft begeleid. De band gaf drie singles uit, voordat de naam wijzigde in Partner.
For you to remember is geschreven door Erwin Musper, de latere muziekproducent. De B-kant Back to the Mississippi is afkomstig uit de pen van Adri-Jan Hoes, zoon van Johnny Hoes. Producers van deze single waren Conny Peters en Jean Innemee, beiden betrokken bij de Maastrichtse band The Walkers.
In 1982 werd het nummer gecoverd door Leon Haines voor zijn single, die eveneens op Killroy verscheen.